# Betty Carter
Betty Carter, rodným jménem Lillie Mae Jones, (16. května 1929 – 26. září 1998) byla americká jazzová zpěvačka. Vyrůstala v Detroitu, kde její otec pracoval jako hudební ředitel v kostele. Zpívat začala v šestnácti letech. Nedlouho poté, co vyhrála v soutěži amatérů, začala vystupovat po boku hudebníků jako byli Dizzy Gillespie a Charlie Parker. V roce 1948 se stala členkou kapely Lionela Hamptona, s níž zpívala do roku 1951. Roku 1958 vydala své první sólové album Out There. Následovala řada dalších. V roce 1994 vystupovala v Bílém domě. V létě 1998 jí byla diagnostikována rakovina pankreatu, které nedlouho poté ve věku 69 let podlehla.